# Sitticus psammodes
Sitticus psammodes là một loài nhện trong họ Salticidae.
Loài này thuộc chi Sitticus. Sitticus psammodes được Tord Tamerlan Teodor Thorell miêu tả năm 1875.